# Université en Irlande (pays)

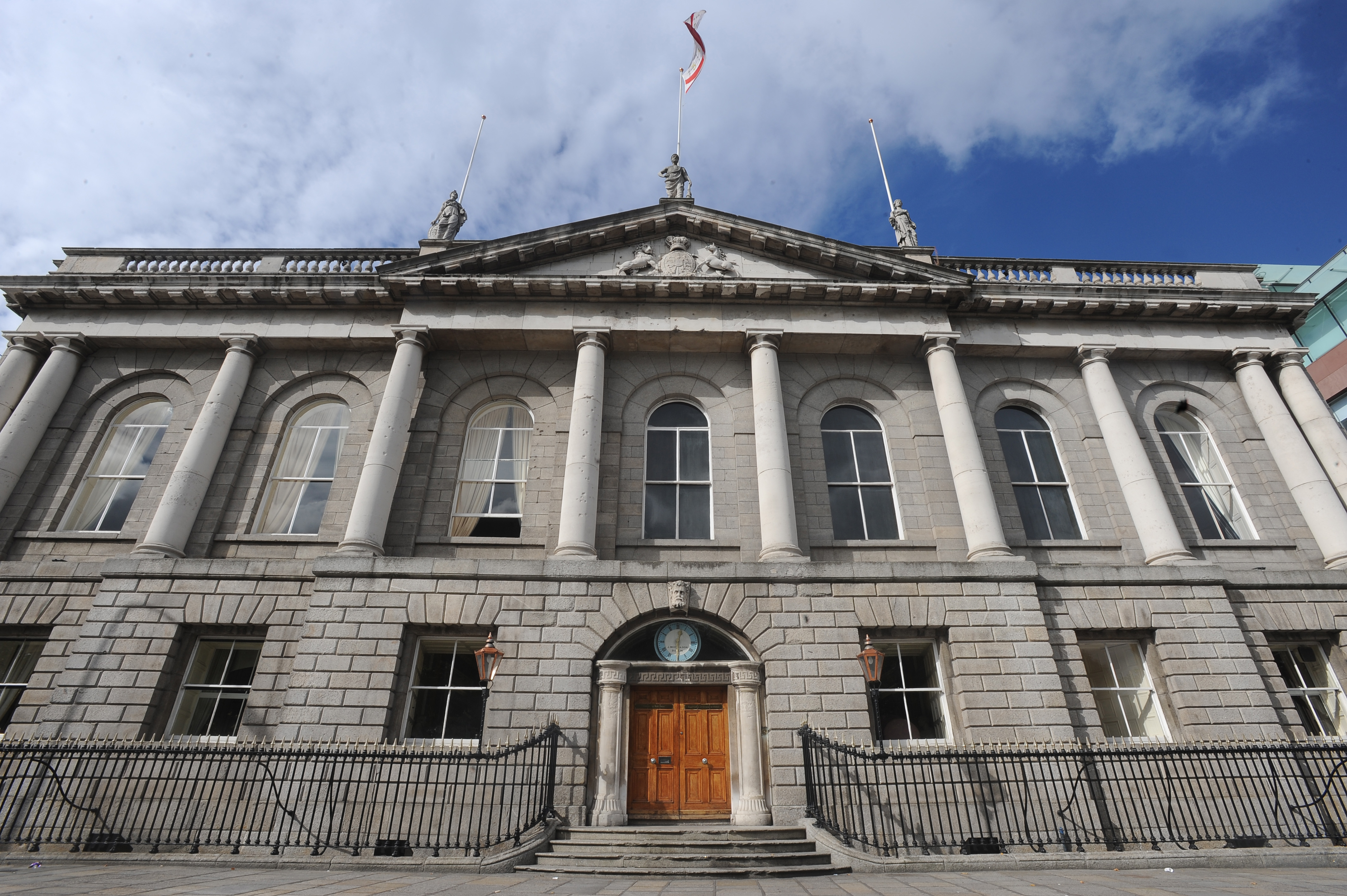
RCSI (Royal College of Surgeons in Ireland).

Les universités en Irlande comprennent tous les enseignements supérieurs pouvant délivrer un diplôme de deuxième niveau. Liste des universités d'Irlande. L'Irlande compte une proportion plus élevée de diplômés du troisième cycle que tout autre pays de l'UE. Dans le même temps, la proportion de diplômés avec mention très bien atteint des niveaux records. Il existe un désaccord quant à savoir si cette augmentation est due à l'amélioration des méthodes d'enseignement à des élèves de plus en plus motivés ou à une simple inflation des notes. Le président Michael D. Higgins estime que cela est dû à l'inflation des notes et a exprimé ses inquiétudes quant à la qualité et à la valeur continues des diplômes universitaires,.

## Universités
Reconnues comme telles par la Loi universitaire de 1997, :
- Université de la ville de Dublin
- Trinity College à Dublin
- University College Dublin
- Université de Limerick
- University College Cork
- Université nationale d'Irlande à Galway
- Université nationale d'Irlande à Maynooth

## Collèges d'éducation
- St Angela's College of Education, Sligo
- St Catherine's College of Education for Home Economics
- Church of Ireland College of Education
- Froebel College of Education
- The Marino Institute of Education
- Mary Immaculate College, Limerick
- Mater Dei Institute of Education
- St Patrick's College of Education
- College of Commerce Cork
- St. Johns College Cork
- Central Technical InstituteWaterford

## Collèges Indépendants
- All Hallows College
- Collège américain de Dublin
- Collège chirurgical royal d'Irlande
- Collège médical royal d'Irlande
- Collège National d'Art et de Design
- École de commerce de Dublin
- École de théâtre Abbey
- Burren College of Art
- Development Studies Centre
- Griffith College
- Honorable Society of King's Inns
- HSI College
- Irish School of Ecumenics
- Killybegs Tourism School
- St Michael's House
- Milltown Institute of Theology and Philosophy
- National College of Ireland
- St Nicholas Montessori
- St Patrick's College, Maynooth
- Portobello College Dublin
- Shannon College of Hotel Management
- Tipperary Institute

## Instituts de technologie
- Institut d'art, design et technologie de Dún Laoghaire
- Institut de technologie d'Athlone
- Institut de technologie (Blanchardstown)
- Institut de technologie (Carlow)
- Institut de technologie de Cork
- Institut de technologie de Dublin
- Institut de technologie de Dundalk
- Institut de technologie de Galway-Mayo
- Institut de technologie de Letterkenny
- Institut de technologie de Limerick
- Institut de technologie (Sligo)
- Institut de technologie (Tallaght)
- Institut de technologie (Tralee)
- Institut de technologie de Waterford